# Fran Walsh
Frances "Fran" Walsh (Wellington, 10 de janeiro de 1959) é uma vencedora do Grammy Awards e Óscar para roteirista, produtor cinematográfico (a) e músico (a). Ela é sócia do diretor Peter Jackson, também seu marido, desde 1987. O casal tem dois filhos, Billy Jackson e Katie Jackson. Fran tem contribuído em todos os filmes de Jackson desde que os dois se conheceram nas gravações do filme amador Bad Taste.
Às vezes é confundida com Fran Walsh, uma escritora da Nova Zelândia e comentarista da revista The Listener.

## Carreira
Walsh nasceu em Wellington e estudou no Wellington Girl's College com a intenção de se tornar uma grande estilista, mas ao invés disso, eventualmente, começou a ter um certo interesse por música. Ocasionalmente não levou quase tempo algum e entrou para uma banda de punk nomeada The Wallsockets, ela estudou também na Universidade Victoria de Wellington com preferência em Literatura inglesa e graduou-se em 1981. Walsh escreveu scripts para a televisão tais como em Shark in the Park e Worzel Gummidge Down Under na década de 1980.
Walsh conheceu Peter Jackson em 1987 enquanto ele fazia a pós-produção do seu amador Bad Taste. O casal, apaixonado, se casou. Um tempo depois, em parceria com Peter Jackson, Walsh fez scripts para seus filmes subsequentes, chegando ao cômico Meet the Feebles (1985). O casal colaborou com o escritor Stephen Sinclair na comédia de horrores Braindead (também conhecido como Dead Alive, 1992).
Walsh e Jackson começaram a explorar um novo conteúdo cinematográfico com o drama Heavenly Creatures (1994), que conquistou o Oscar para o qual fora indicado (melhor roteiro). Walsh deu à luz seu primogênito Billy Jackson em 1995 e um ano depois a sua até então caçula Katie Jackson, em 1996. Depois o casal retornou ao seu mais familiar estilo cinematográfico com a comédia de horrores The Frighteners (1996).
O casal estava em negociação com a Universal Studios para uma nova adaptação do fantástico King Kong até que foram anunciados Godzilla e Mighty Joe Young primeiro; a Universal desistiu do antigo projeto, frustrando assim Peter Jackson de realizar seu sonho de infância. Querendo tentar o sucesso em novos mundos de fantasia, Jackson resolveu ir a Miramax para fazer uma adaptação de The Lord of the Rings de J.R.R. Tolkien para o cinema, mas em 1998 a New Line Cinema comprou os direitos autorais da Miramax Films para ela ser então a nova distribuidora e financiadora do projeto; no testamento de Tolkien dizia que se alguma adaptação de seus livros fosse feita, pela mãos da Walt Disney que não seria; a Miramax é da Disney.
Então Peter Jackson e sua esposa, Fran Walsh, foram ao seu auge. O casal com Philippa Boyens foram cogitados para desenvolver o super roteiro da trilogia The Lord of the Rings, que seria rodada simultaneamente na Nova Zelândia (2001-2002-2003). Fran Walsh e Peter Jackson compartilharam muito prêmios juntos, incluindo o Oscar para Melhor Roteiro Adaptado para o blockbuster The Lord of the Rings: The Return of the King. Fran Walsh também era um dos produtores do filme, e compôs duas canções para a trilha sonora de The Return of the King nomeadas "Into the West" e "A Shadow Lies Between Us", ganhando assim mais uma estatueta na noite do Oscar.
Walsh, Jackson e Boyens continuaram juntos para fazer um roteiro da readaptação do fantástico King Kong em 2005. O filme só pode ter sua nova versão depois que a Universal Studios viu o grande sucesso da trilogia cinematográfica The Lord of the Rings. O casal recentemente adquiriu os direitos autorais para fazer o romance The Lovely Bones.
Walsh prefere permanecer muito mais privada que Jackson ou Boyens. Ela não havia contribuído em nenhuma entrevista para os DVDs de The Lord of the Rings, então ela faz uma participação nos comentários entre os diretores e roteiristas do novo longa. Ela foi nomeada nos créditos finais do documentário Forgotten Silver, dirigido por Peter Jackson e co-roteirizado, co-dirigido por Costa Botes, seu amigo, como "modesta a uma falta".
Fran é uma mulher muito autêntica e talentosa. Tem ótimas ideias e é muito amada por todos, principalmente pelos fãs de O Senhor dos Anéis pelo seu ótimo trabalho na trilogia.

## Filmografia
- Meet the Feebles (1989; roteirista)

Meet the Feebles (Brasil); Feebles, os Terríveis (Portugal)
- Braindead (ou Dead Alive) (1992; roteirista, diretora de elenco e atriz)

Fome Animal (Brasil); Morte cerebral (Portugal)
- Heavenly Creatures (1994)

Almas Gêmeas (Brasil); Amizade Sem Limites (Portugal)
- Jack Brown Genius (1994)
- The Frighteners (1996; roteirista e produtora associada)

Os Espíritos (Brasil)
- The Lord of the Rings: The Fellowship of the Ring (2001; roteirista, produtora, compositora da canção "In Dreams" e segunda diretora da unidade adicional/extra)

O Senhor dos Anéis: A Sociedade do Anel (Brasil); O Senhor dos Anéis: A Irmandade do Anel (Portugal)
- The Lord of the Rings: The Two Towers (2002; roteirista, produtora e compositora da canção "Gollum's Song")

O Senhor dos Anéis: As Duas Torres (Brasil/Portugal)
- The Lord of the Rings: The Return of the King (2003; roteirista, produtora e compositora da canção "Into the West" e "A Shadow Lies Between Us")

O Senhor dos Anéis: O Retorno do Rei (Brasil); O Senhor dos Anéis: O Regresso do Rei (Portugal)
- King Kong (2005; roteirista e produtora)

King Kong (Brasil/Portugal)
- The Lovely Bones (2009; roteirista e produtora)

Um Olhar do Paraíso (Brasil); Visto do Céu (Portugal)
- The Hobbit: An Unexpected Journey (2012; produtora executiva e roteirista)

O Hobbit: Uma Jornada Inesperada (Brasil); O Hobbit: Uma Viagem Inesperada (Portugal)
- The Hobbit: The Desolation of Smaug (2013; produtora executiva e roteirista)

O Hobbit: A Desolação de Smaug (Brasil/Portugal)

## Prêmios e indicações
- Óscar para Melhor Filme — The Lord of the Rings: The Return of the King em 2003
- Óscar para Melhor Roteiro Adaptado — The Lord of the Rings: The Return of the King em 2003
- Óscar para Melhor Canção Original — The Lord of the Rings: The Return of the King em 2003

- Australian Film Institute

Melhor Filme Estrangeiro: The Fellowship of the Ring (2001) / The Two Towers (2002) / The Return of the King (2003)
- BAFTA

Melhor Filme: The Return of the King (2003)
Melhor Roteiro Adaptado: The Return of the King (2003)
- Globo de Ouro para Melhor Canção Original - The Return of the King (2004) para a canção "Into the West"
- Grammy Awards

Melhor Canção Composta para um Filme, Televisão Entre Outras Mídias Visuais: The Return of the King (2005) para a canção "Into the West"
- Prêmio Saturno

Melhor Roteiro: The Return of the King (2003) (indicada)